# Liste des vols habités vers la station Mir

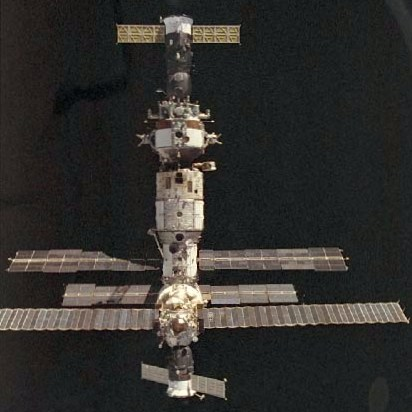
Mir vue depuis Discovery durant la mission STS-63 en février 1995.

Voici la liste des vols habités vers la station Mir de leur équipage, du nom de leur vaisseau spatial, le nom de la mission et les dates de décollage et de retour :
- Soyouz T-15 - 13 mars - 16 juillet 1986
  -  Leonid Kyzym
  -  Vladimir Soloviov

- Soyouz TM-2 - 5 février - 30 juillet 1987
  -  Iouri Romanenko
  -  Aleksandr Laveïkine

- Soyouz TM-3 - 22 juillet - 29 décembre 1987 - Vol Intercosmos
  -  Aleksandr Viktorenko
  -  Aleksandr Pavlovitch Aleksandrov
  -  Muhammed Faris - Syrie

- Soyouz TM-4 - 21 décembre 1987 - 17 juin 1988
  -  Vladimir Titov
  -  Moussa Manarov
  -  Anatoli Levtchenko

- Soyouz TM-5 - 7 juin - 7 septembre 1988 - Vol Intercosmos
  -  Anatoli Soloviov
  -  Viktor Savinykh
  -  Aleksandr Panaïotov Aleksandrov - Bulgarie

- Soyouz TM-6 - 29 août - 21 décembre 1988 - Vol Intercosmos
  -  Vladimir Liakhov
  -  Valeri Polyakov
  -  Abdul Ahad Mohmand - Afghanistan

- Soyouz TM-7 - 26 novembre 1988 - 27 avril 1989 - Vol Intercosmos
  -  Alexandre Volkov
  -  Sergueï Krikaliov
  -  Jean-Loup Chrétien - France

- Soyouz TM-8 - 5 septembre 1989 - 19 février 1990
  -  Aleksandr Viktorenko
  -  Aleksandr Serebrov

- Soyouz TM-9 - 11 février - 9 aout 1990
  -  Anatoli Soloviov
  -  Aleksandr Balandine

- Soyouz TM-10 - 1er août  - 10 décembre 1990
  -  Guennadi Manakov
  -  Guennadi Strekalov

- Soyouz TM-11 - 2 décembre 1990 - 26 mai 1991 - Vol Intercosmos
  -  Viktor Afanassiev
  -  Moussa Manarov
  -  Toyohiro Akiyama - Japon

- Soyouz TM-12 - 18 mai - 10 octobre 1991 - Vol Intercosmos
  -  Anatoli Artsebarski
  -  Sergueï Krikaliov
  -  Helen Sharman - Royaume-Uni

- Soyouz TM-13 - 2 octobre 1991 - 25 mars 1992 - Vol Intercosmos
  -  Alexandre Volkov
  -  Toktar Aubakirov- Kazakhstan
  -  Franz Viehböck - Autriche

- Soyouz TM-14 - 17 mars - 10 août 1992 - Vol Intercosmos
  -  Aleksandr Viktorenko
  -  Alexandre Kaleri
  -  Klaus-Dietrich Flade - Allemagne

- Soyouz TM-15 - 27 juillet 1992 - 1er février 1993 - Vol Intercosmos
  -  Anatoli Soloviov
  -  Sergueï Avdeïev
  -  Michel Tognini - France

- Soyouz TM-16 - 24 janvier - 22 juillet 1993
  -  Guennadi Manakov
  -  Alexandre Polechtchouk

- Soyouz TM-17 - 1er juillet 1993 - 14 janvier 1994 - Vol Intercosmos
  -  Vassili Tsibliev
  -  Aleksandr Serebrov
  -  Jean-Pierre Haigneré - France

- Soyouz TM-18 - 8 janvier -  9 juillet 1994
  -  Viktor Afanassiev
  -  Iouri Oussatchiov
  -  Valeri Poliakov

- Soyouz TM-19 - 7 janvier - 11 avril 1994
  -  Iouri Malentchenko
  -  Talgat Moussabaïev - Kazakhstan

- Soyouz TM-20 - 3 octobre 1994 - 22 mars 1995 - Vol Intercosmos
  -  Aleksandr Viktorenko
  -  Elena Kondakova
  -  Ulf Merbold - ESA (Allemagne)

- Soyouz TM-21 - 14 mars - 11 septembre 1995 - Vol Intercosmos
  -  Vladimir Dejourov
  -  Guennadi Strekalov
  -  Norman E. Thagard - U.S.A.

- STS-71 Atlantis - 27 juin - 7 juillet 1995
  -  Robert L. Gibson - U.S.A.
  -  Charles Precourt - U.S.A.
  -  Ellen S. Baker - U.S.A.
  -  Bonnie J. Dunbar - U.S.A.
  -  Gregory J. Harbaugh - U.S.A.
  -  Anatoli Soloviov
  -  Nikolaï Boudarine

- Soyouz TM-22 - 3 septembre 1995 - 29 février 1996 - Vol Intercosmos
  -  Iouri Guidzenko
  -  Sergueï Avdeïev
  -  Thomas Reiter - ESA (Allemagne)

- STS-74 Atlantis - 12 - 20 novembre 1995
  -  Kenneth D. Cameron - U.S.A.
  -  James D. Halsell - U.S.A.
  -  Jerry Lynn Ross - U.S.A.
  -  William S. McArthur, Jr. - U.S.A.
  -  Chris Hadfield - Canada

- Soyouz TM-23 - 21 février - 2 septembre 1996
  -  Iouri Onoufrienko
  -  Iouri Oussatchiov

- STS-76 Atlantis - 22-31 mars 1996
  -  Kevin P. Chilton - U.S.A.
  -  Richard A. Searfoss - U.S.A.
  -  Linda Godwin - U.S.A.
  -  Michael R. Clifford - U.S.A.
  -  Ronald M. Sega - U.S.A.
  -  Shannon Lucid - U.S.A.

- Soyouz TM-24 - 17 août 1996 - 2 mars 1997 - Vol Intercosmos
  -  Valeri Korzoune
  -  Alexandre Kaleri
  -  Claudie Haigneré - France

- STS-79 Atlantis - 16 - 26 septembre 1996
  -  William F. Readdy - U.S.A.
  -  Terrence W. Wilcutt - U.S.A.
  -  Thomas Akers - U.S.A.
  -  Jerome Apt - U.S.A.
  -  Carl E. Walz - U.S.A.
  -  John E. Blaha - U.S.A.

- STS-81 Atlantis - 12 - 22 janvier 1997
  -  Michael A. Baker - U.S.A.
  -  Brent W. Jett - U.S.A.
  -  John Grunsfeld - U.S.A.
  -  Marsha Ivins - U.S.A.
  -  Peter Wisoff - U.S.A.
  -  Jerry M. Linenger - U.S.A.

- Soyouz TM-25 - 10 février - 14 août 1997 - Vol Intercosmos
  -  Vassili Tsibliev
  -  Alexandre Lazoutkine
  -  Reinhold Ewald - ESA (Allemagne)

- STS-84 Atlantis - 15 - 24 mai 1997
  -  Charles Precourt - U.S.A.
  -  Eileen Collins - U.S.A.
  -  Michael Foale - U.S.A.
  -  Carlos I. Noriega - U.S.A.
  -  Edward Tsang Lu - U.S.A.
  -  Jean-François Clervoy - ESA (France)
  -  Elena Kondakova

- Soyouz TM-26 - 5 août 1997 - 19 février 1998
  -  Anatoli Soloviov
  -  Pavel Vinogradov

- STS-86 Atlantis - 25 septembre - 6 octobre 1997
  -  James Donald Wetherbee - U.S.A.
  -  Michael J. Bloomfield - U.S.A.
  -  Scott E. Parazynski - U.S.A.
  -  Wendy B. Lawrence - U.S.A.
  -  David A. Wolf - U.S.A.
  -  Jean-Loup Chrétien - CNES
  -  Vladimir Titov

- STS-89 Endeavour - 22 - 31 janvier 1998
  -  Terrence W. Wilcutt - U.S.A.
  -  Joe F. Edwards, Jr. - U.S.A.
  -  Bonnie J. Dunbar - U.S.A.
  -  Michael P. Anderson - U.S.A.
  -  James F. Reilly - U.S.A.
  -  Andy Thomas - U.S.A.
  -  Salijan Charipov

- Soyouz TM-27 - 29 janvier - 25 août 1998 - Vol Intercosmos
  -  Talgat Moussabaïev
  -  Nikolaï Boudarine
  -  Léopold Eyharts - France

- STS-91 Discovery - 2 - 12 juin 1998
  -  Charles Precourt - U.S.A.
  -  Dominic L. Gorie - U.S.A.
  -  Wendy B. Lawrence - U.S.A.
  -  Franklin Chang-Diaz - U.S.A.
  -  Janet Lynn Kavandi - U.S.A.
  -  Valeri Rioumine

- Soyouz TM-28 - 13 août 1998 -  28 février 1999
  -  Guennadi Padalka
  -  Sergueï Avdeïev
  -  Iouri Batourine

- Soyouz TM-29 - 20 février - 28 août 1999 - Vol Intercosmos
  -  Viktor Afanassiev
  -  Jean-Pierre Haigneré - France
  -  Ivan Bella - Slovaquie

- Soyouz TM-30 - 4 avril - 16 juin 2000
  -  Sergueï Zaliotine
  -  Alexandre Kaleri

## Sorties extravéhiculaires
Voici la liste des différents cosmonautes ayant effectué des sorties extravéhiculaires lors du programme Mir :
| Mission           | Cosmonautes              | Début - UTC                 | Fin - UTC                   | Durée           | Commentaires                                                                    |
| ----------------- | ------------------------ | --------------------------- | --------------------------- | --------------- | ------------------------------------------------------------------------------- |
| Mir PE-2 - EVA 1  | Romanenko et Laveikin    | 11 avril 1987, 19:41        | 11 avril 1987, 23:21        | 3 h 40 min      | Inspection du module d'amarrage Kvant-1                                         |
| Mir PE-2 - EVA 2  | Romanenko et Laveikin    | 12 juin 1987, 16:55         | 12 juin 1987, 18:48         | 1 h 53 min      | Installation de panneaux solaires                                               |
| Mir PE-2 - EVA 3  | Romanenko et Laveikin    | 16 juin 1987, 15:30         | 16 juin 1987, 18:45         | 3 h 15 min      | Installation de panneaux solaires                                               |
| Mir PE-3 - EVA 1  | Titov et Manarov         | 26 février 1988, 09:00      | 26 février 1988, 13:55      | 4 h 25 min      | Remplacement de panneaux solaires                                               |
| Mir PE-3 - EVA 2  | Titov et Manarov         | 30 juin 1988, 05:33         | 30 juin 1988, 10:43         | 5 h 10 min      | Réparation du détecteur de rayons X                                             |
| Mir PE-3 - EVA 3  | Titov et Manarov         | 20 octobre 1988, 05:59      | 20 octobre 1988, 10:11      | 4 h 12 min      | Réparation du télescope à rayons X                                              |
| Mir PE-4 - EVA 1  | Volkov et Chrétien       | 9 décembre 1988, 09:57      | 9 décembre 1988, 15:57      | 6 h min         | Première sortie extra-véhiculaire d'un Français                                 |
| Mir PE-5 - EVA 1  | Viktorenko et Serebrov   | 8 janvier 1990, 20:23       | 8 janvier 1990, 23:19       | 2 h 56 min      | Installation de suiveurs d'étoiles                                              |
| Mir PE-5 - EVA 2  | Viktorenko et Serebrov   | 11 janvier 1990, 18:01      | 11 janvier 1990, 20:55      | 2 h 54 min      | Modification de Mir pour Kvant-2                                                |
| Mir PE-5 - EVA 3  | Viktorenko et Serebrov   | 26 janvier 1990, 12:09      | 26 janvier 1990, 15:11      | 3 h 2 min       | Test de la combinaison spatiale Orlan-DMA                                       |
| Mir PE-5 - EVA 4  | Viktorenko et Serebrov   | 1er février 1990, 08:15     | 1er février 1990, 13:14     | 4 h 59 min      | Test du "SPK EVA", l'équivalent soviétique du Manned Maneuvering Unit américain |
| Mir PE-5 - EVA 5  | Viktorenko et Serebrov   | 5 février 1990, 06:08       | 5 février 1990, 09:53       | 3 h 45 min      | Test du SPK EVA                                                                 |
| Mir PE-6 - EVA 1  | Solovyov et Balandin     | 17 juillet 1990, 13:06      | 17 juillet 1990, 20:22      | 7 h min         | Réparation de la protection du Soyuz TM-9                                       |
| Mir PE-6 - EVA 2  | Solovyov et Balandin     | 26 juillet 1990, 11:15      | 26 juillet 1990, 14:46      | 3 h 31 min      | Inspection de la trappe du Kvant-2                                              |
| Mir PE-7 - EVA 1  | Manakov et Strekalov     | 29 octobre 1990, 21:45      | 30 octobre 1990, 00:30      | 2 h 45 min      | Réparation de la trappe du Kvant 2                                              |
| Mir PE-8 - EVA 1  | Afanaseyev et Manarov    | 7 janvier 1991, 17:03       | 7 janvier 1991, 22:21       | 5 h 18 min      | Réparation de la trappe du Kvant 2                                              |
| Mir PE-8 - EVA 2  | Afanaseyev et Manarov    | 23 janvier 1991, 10:59      | 23 janvier 1991, 16:32      | 5 h 33 min      | Installation de la perche Strela                                                |
| Mir PE-8 - EVA 3  | Afanaseyev et Manarov    | 26 janvier 1991, 09:00      | 26 janvier 1991, 15:20      | 6 h 20 min      | Installation de supports de panneaux solaires                                   |
| Mir PE-8 - EVA 4  | Afanaseyev et Manarov    | 25 avril 1991, 20:29        | 26 avril 1991, 00:03        | 3 h 34 min      | Inspection d'antennes Kurs                                                      |
| Mir PE-9 - EVA 1  | Artsebarski et Krikalev  | 24 juin 1991, 21:11         | 25 juin 1991, 02:09         | 4 h 58 min      | Remplacement d'antennes Kurs                                                    |
| Mir PE-9 - EVA 2  | Artsebarski et Krikalev  | 28 juin 1991, 19:02         | 28 juin 1991, 22:26         | 3 h 24 min      | Montage de l'expérience TREK                                                    |
| Mir PE-9 - EVA 3  | Artsebarski et Krikalev  | 15 juillet 1991, 11:45      | 15 juillet 1991, 17:41      | 5 h 56 min      | Préparation pour la poutre Sofora                                               |
| Mir PE-9 - EVA 4  | Artsebarski et Krikalev  | 19 juillet 1991, 11:10      | 19 juillet 1991, 16:38      | 5 h 28 min      | Assemblage de la poutre Sofora                                                  |
| Mir PE-9 - EVA 5  | Artsebarski et Krikalev  | 23 juillet 1991, 09:15      | 23 juillet 1991, 14:57      | 5 h 42 min      | Assemblage de la poutre Sofora                                                  |
| Mir PE-9 - EVA 6  | Artsebarski et Krikalev  | 27 juillet 1991, 08:44      | 27 juillet 1991, 15:33      | 6 h 49 min      | Finition de la poutre Sofora                                                    |
| Mir PE-10 - EVA 1 | Volkov et Krikalev       | 20 février 1992, 20:09      | 21 février 1992, 00:21      | 4 h 12 min      | Opérations de maintenance de Mir                                                |
| Mir PE-11 - EVA 1 | Viktorenko et Kaleri     | 8 juillet 1992, 12:38       | 8 juillet 1992, 14:41       | 2 h 3 min       | Inspection des gyrodynes de Kvant-2                                             |
| Mir PE-12 - EVA 1 | Avdeyev et Solovyov      | 3 septembre 1992, 13:32     | 3 septembre 1992, 17:28     | 3 h 56 min      | Préparation pour installer le VDU                                               |
| Mir PE-12 - EVA 2 | Avdeyev et Solovyov      | 7 septembre 1992, 11:47     | 7 septembre 1992, 16:55     | 5 h 8 min       | Installation du VDU sur la poutrelle Sofora                                     |
| Mir PE-12 - EVA 3 | Avdeyev et Solovyov      | 11 septembre 1992, 10:06    | 11 septembre 1992, 15:50    | 5 h 44 min      | Installation du VDU sur la poutrelle Sofora                                     |
| Mir PE-12 - EVA 4 | Avdeyev et Solovyov      | 15 septembre 1992, 07:49    | 15 septembre 1992, 11:22    | 3 h 33 min      | Déplacement des unités de Kurs sur Kristall                                     |
| Mir PE-13 - EVA 1 | Manakov et Poleshchuk    | 19 avril 1993, 17:15        | 19 avril 1993, 22:40        | 5 h 25 min      | Installation de panneaux solaires                                               |
| Mir PE-13 - EVA 2 | Manakov et Poleshchuk    | 18 juin 1993, 17:25         | 18 juin 1993, 21:58         | 4 h 33 min      | Installation de panneaux solaires                                               |
| Mir PE-14 - EVA 1 | Tsibliyev et Serebrov    | 16 septembre 1993, 05:57    | 16 septembre 1993, 10:16    | 4 h 18 min      | Préparation de l'assemblage de la poutrelle Rapana                              |
| Mir PE-14 - EVA 2 | Tsibliyev et Serebrov    | 20 septembre 1993, 03:51:50 | 20 septembre 1993, 07:05:40 | 3 h 13 min      | Assemblage de la poutrelle Rapana                                               |
| Mir PE-14 - EVA 3 | Tsibliyev et Serebrov    | 28 septembre 1993, 00:57    | 28 septembre 1993, 02:48    | 1 h 52 min      | Inspection de l'extérieur de Mir                                                |
| Mir PE-14 - EVA 4 | Tsibliyev et Serebrov    | 22 octobre 1993, 15:47      | 22 octobre 1993, 16:25      | 0 h 38 min      | Inspection de l'extérieur de Mir                                                |
| Mir PE-14 - EVA 5 | Tsibliyev et Serebrov    | 29 octobre 1993, 13:38      | 29 octobre 1993, 17:50      | 4 h 12 min      | Inspection de l'extérieur de Mir                                                |
| Mir PE-16 - EVA 1 | Malenchenko et Musabayev | 9 septembre 1994, 07:00     | 9 septembre 1994, 12:06     | 5 h 4 min       | Réparation de la protection thermique de Soyouz                                 |
| Mir PE-16 - EVA 2 | Malenchenko et Musabayev | 13 septembre 1994, 06:30    | 13 septembre 1994, 12:32    | 6 h 1 min       | Opérations de maintenance de Mir                                                |
| Mir PE-18 - EVA 1 | Dezhurov et Strekalov    | 12 mai 1995, 04:20:44       | 12 mai 1995, 10:35:16       | 6 h 14 min 32 s | Déplacement des panneaux solaires sur Kvant-1                                   |
| Mir PE-18 - EVA 2 | Dezhurov et Strekalov    | 17 mai 1995, 02:38          | 17 mai 1995, 09:20          | 6 h 52 min      | Installation de panneaux solaires sur Kvant                                     |
| Mir PE-18 - EVA 3 | Dezhurov et Strekalov    | 22 mai 1995, 00:10:20       | 22 mai 1995, 05:25:11       | 5 h 14 min 51 s | Installation de panneaux solaires sur Kvant                                     |
| Mir PE-18 - EVA 4 | Dezhurov et Strekalov    | 28 mai 1995, 22:22          | 28 mai 1995, 22:43          | 0 h 21 min      | Préparation de Mir pour le déplacement de Kristall                              |
| Mir PE-18 - EVA 5 | Dezhurov et Strekalov    | 1er juin 1995, 22:05:30     | 1er juin 1995, 22:28:20     | 0 h 23 min 50 s | Préparation de Mir pour le déplacement de Spektr                                |
| Mir PE-19 - EVA 1 | Solovyov et Budarin      | 14 juillet 1995, 03:56      | 14 juillet 1995, 09:30      | 5 h 34 min      | Déploiement des panneaux solaires de Spektr                                     |
| Mir PE-19 - EVA 2 | Solovyov et Budarin      | 19 juillet 1995, 00:39      | 19 juillet 1995, 03:47      | 3 h 8 min       | Installation du spectromètre MIRAS                                              |
| Mir PE-19 - EVA 3 | Solovyov et Budarin      | 21 juillet 1995, 00:28      | 21 juillet 1995, 06:18      | 5 h 35 min      | Installation du spectromètre MIRAS                                              |
| Mir PE-20 - EVA 1 | Avdeyev et Reiter        | 20 octobre 1995, 11:50      | 20 octobre 1995, 17:06      | 5 h 16 min      | Première sortie extravéhiculaire d'un cosmonaute de l'Agence européenne         |
| Mir PE-20 - EVA 2 | Avdeyev et Gidzenko      | 8 décembre 1995, 19:23      | 8 décembre 1995, 19:52      | 0 h 37 min      | Transfert du cône d'amarrage                                                    |
| Mir PE-20 - EVA 3 | Reiter et Gidzenko       | 8 février 1996, 14:03       | 8 février 1996, 17:08       | 3 h 6 min       | Réparation de 2 antennes de Kvant                                               |
| Mir PE-21 - EVA 1 | Onufrienko et Usachev    | 15 mars 1996, 01:04         | 15 mars 1996, 06:55         | 5 h 51 min      | Installation de la seconde perche Strela                                        |
| Mir PE-21 - EVA 2 | Onufrienko et Usachev    | 20 mai 1996, 22:50          | 21 mai 1996, 04:10          | 5 h 20 min      | Transfert du MCSA sur Kvant                                                     |
| Mir PE-21 - EVA 3 | Onufrienko et Usachev    | 24 mai 1996, 20:47          | 25 mai 1996, 02:30          | 5 h 34 min      | Installation du MCSA sur Kvant                                                  |
| Mir PE-21 - EVA 4 | Onufrienko et Usachev    | 30 mai 1996, 18:20          | 30 mai 1996, 22:40          | 4 h 20 min      | Installation du MOMS sur Priroda                                                |
| Mir PE-21 - EVA 5 | Onufrienko et Usachev    | 6 juin 1996, 16:56          | 6 juin 1996, 20:30          | 3 h 34 min      | Installation des détecteurs de micrométéroides                                  |
| Mir PE-21 - EVA 6 | Onufrienko et Usachev    | 13 juin 1996, 12:45         | 13 juin 1996, 18:27         | 5 h 42 min      | Installation du Ferma-3 sur Kvant                                               |
| Mir PE-22 - EVA 1 | Korzun et Kaleri         | 2 décembre 1996, 15:54      | 2 décembre 1996, 21:52      | 5 h 57 min      | Installation de câbles des panneaux solaires                                    |
| Mir PE-22 - EVA 2 | Korzun et Kaleri         | 9 décembre 1996, 13:50      | 9 décembre 1996, 20:28      | 6 h 36 min      | Installation des antennes de guidage d'ammarage                                 |
| Mir PE-23 - EVA 1 | Tsibliyev et Linenger    | 29 avril 1997, 05:10        | 29 avril 1997, 10:09        | 4 h 59 min      | Essai de la combinaison spatiale Orlan-M                                        |
| Mir PE-24 - EVA 1 | Solovyov et Vinogradov   | 22 août 1997, 11:14         | 22 août 1997, 14:30         | 3 h 16 min      | Inspection des dommages sur le module Spektr                                    |
| Mir PE-24 - EVA 2 | Solovyov et Foale        | 6 septembre 1997, 01:07     | 6 septembre 1997, 07:07     | 6 h min         | Inspection des dommages sur le module Spektr                                    |
| Mir PE-24 - EVA 3 | Solovyov et Vinogradov   | 20 octobre 1997, 09:40      | 20 octobre 1997, 16:18      | 6 h 38 min      | Sortie extravéhiculaire dans le module Spektr                                   |
| Mir PE-24 - EVA 4 | Solovyov et Vinogradov   | 3 novembre 1997, 03:32      | 3 novembre 1997, 09:36      | 6 h 4 min       | Démantèlement des panneaux solaires                                             |
| Mir PE-24 - EVA 5 | Solovyov et Vinogradov   | 6 novembre 1997, 00:12      | 6 novembre 1997, 06:24      | 6 h 12 min      | Installation des panneaux solaires                                              |
| Mir PE-24 - EVA 6 | Solovyov et Vinogradov   | 8 janvier 1998, 23:08       | 9 janvier 1998, 02:14       | 3 h 6 min       | Réparation des fuites du sas de sorties extravéhiculaires                       |
| Mir PE-24 - EVA 7 | Solovyov et Wolf         | 14 janvier 1998, 21:12      | 14 janvier 1998, 01:04      | 3 h 52 min      | Inspection externe de Mir                                                       |
| Mir PE-25 - EVA 1 | Musabayev et Budarin     | 1er avril 1998, 13:35       | 1er avril 1998, 20:15       | 6 h 40 min      | Réparation des panneaux solaires                                                |
| Mir PE-25 - EVA 2 | Musabayev et Budarin     | 6 avril 1998, 13:35         | 6 avril 1998, 17:50         | 4 h 15 min      | Réparation des panneaux solaires                                                |
| Mir PE-25 - EVA 3 | Musabayev et Budarin     | 11 avril 1998, 09:55        | 11 avril 1998, 16:20        | 6 h 25 min      | Désinstallation des moteurs-fusées d'attitude de Mir                            |
| Mir PE-25 - EVA 4 | Musabayev et Budarin     | 17 avril 1998, 07:40        | 17 avril 1998, 14:13        | 6 h 33 min      | Réparation des moteurs-fusées d'attitude de Mir                                 |
| Mir PE-25 - EVA 5 | Musabayev et Budarin     | 22 avril 1998, 05:34        | 22 avril 1998, 11:55        | 6 h 21 min      | Remplacement des moteurs-fusées d'attitude de Mir                               |
| Mir PE-26 - EVA 1 | Padalka et Avdeyev       | 15 septembre 1998, 20:00    | 15 septembre 1998, 20:30    | 0 h 30 min      | Réparation de moteurs de panneaux solaires à l'intérieur de Spektr              |
| Mir PE-26 - EVA 2 | Padalka et Avdeyev       | 10 novembre 1998, 19:23     | 11 novembre 1998, 01:18     | 5 h 54 min      | Déploiement de satellite, déploiement d'expériences                             |
| Mir PE-27 - EVA 1 | Afanasyev et Haignere    | 16 avril 1999, 04:37        | 16 avril 1999, 10:56        | 6 h 19 min      | Installation d'expériences à l'extérieur de la station                          |
| Mir PE-27 - EVA 2 | Afanasyev et Avdeyev     | 23 juillet 1999, 11:06      | 23 juillet 1999, 17:13      | 6 h 7 min       | Installation d'antennes de communications                                       |
| Mir PE-27 - EVA 3 | Afanasyev et Avdeyev     | 28 juillet 1999, 09:37      | 28 juillet 1999, 14:59      | 5 h 22 min      | Déploiement d'antennes de communications                                        |
| Mir PE-28 - EVA 1 | Zalyotin et Kaleri       | 12 mai 2000, 10:44          | 12 mai 2000, 15:47          | 5 h 3 min       | Inspection de la station Mir                                                    |